# اکتور الیورا
اِکتور اُلیوِرا (اسپانیایی: Héctor Olivera‎؛ زادهٔ ۵ آوریل ۱۹۳۱) کارگردان فیلم، تهیه‌کننده فیلم و فیلم‌نامه‌نویس اهل آرژانتین است. وی بین سال‌های ۱۹۴۹ تا ۲۰۰۶ میلادی فعالیت می‌کرد.
از فیلم‌هایی که وی در آن‌ها نقش داشته‌است، می‌توان به مادربزرگ و خروج ممنوع اشاره نمود.